# Drapeau de Camargo
Le Drapeau de Camargo (Bandera de Camargo en castillan) est le prix d'une compétition annuelle d'aviron, concrètement de trainières, qui se déroule dans la commune de Camargo (Cantabrie) depuis 1986.

## Palmarès
| Édition | Année | Vainqueur        | Second           | Troisième       |
| ------- | ----- | ---------------- | ---------------- | --------------- |
| I       | 1986  | Kaiku            | Santoña          | Camargo         |
| II      | 1987  | Mundaka          | Santoña          | Camargo         |
| III     | 1988  | Zierbena         | Camargo          | Santoña         |
| IV      | 1990  | Ciudad Santander | Castropol        | Castro-Urdiales |
| V       | 1991  | Zierbena         | Ciudad Santander | Hondarribia     |
| VI      | 1992  | Ciudad Santander | Hondarribia      | Castropol       |
| VII     | 1993  | Ciudad Santander | Camargo          | Kaiku           |
| VIII    | 1994  | Ciudad Santander | Camargo          | Santoña         |
| IX      | 1995  | Orio             | Ciudad Santander | Santoña         |
| X       | 1996  | Castropol        | Camargo          | Hondarribia B   |
| XI      | 1997  | --               | --               | --              |
| XII     | 1998  | Castro-Urdiales  | Astillero        | Kaiku           |
| XIII    | 1999  | Castro-Urdiales  | Pedreña          | Camargo         |
| XIV     | 2003  | --               | --               | --              |
| XV      | 2004  | --               | --               | --              |
| XVI     | 2006  | Isuntza          | San Pedro        | Ondarroa        |
| XVII    | 2007  | Getaria          | San Juan         | Isuntza         |
| XVIII   | 2008  | Kaiku            | Camargo          | Isuntza         |
| XIX     | 2009  | Astillero        | San Juan         | Santurtzi       |
| XX      | 2010  | Camargo          | Santurtzi        | Donostiarra     |